# Sofi Jeannin

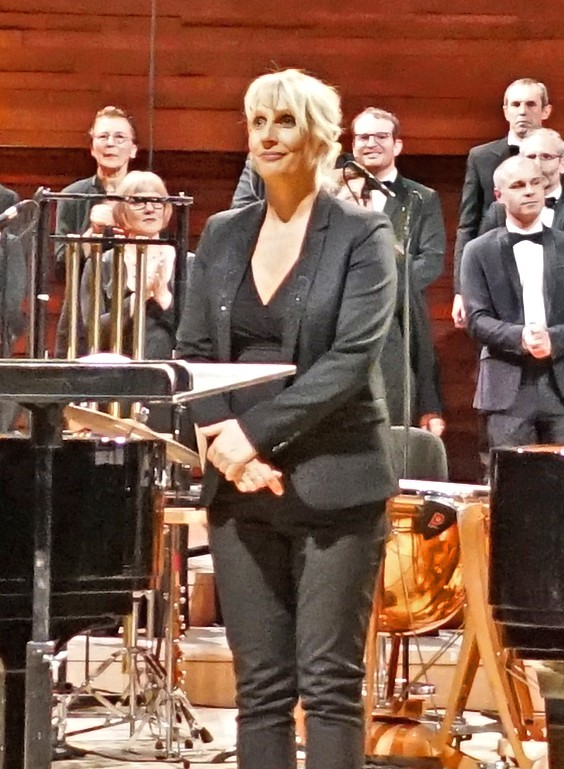
Sofi Jeannin, 2018

Sofi Jeannin (* 6. September 1976 in Stockholm) ist eine schwedische Chordirigentin und Mezzosopranistin.

## Leben
Jeannin wurde als Tochter einer schwedischen Mutter und eines französischen Vaters geboren. Sie wuchs in Lindesberg auf. In ihrer Jugend erhielt Jeannin Klavier- und Gesangsunterricht. Sie setzte ihre musikalische Ausbildung am Conservatoire de Nice  und an der Königlichen Musikhochschule Stockholm fort.
Jeannin studierte Chorleitung am Royal College of Music (RCM) in London. Als Mezzosopranistin sang sie ab 2005 bei London Voices. 2005 wurde Jeannin Mitglied des Lehrkörpers der Juniorabteilung des Royal College of Music, wo sie Gesang und Chorgesang unterrichtete, und unterrichtete auch am Imperial College London. Am RCM dirigierte Jeannin im November 2006 die britische Erstaufführung von Consolation I von Helmut Lachenmann.
Von 2006 bis 2008 unterrichtete Jeannin Chorleitung am Conservatoire d'Évry. Seit März 2008 leitet sie die Maîtrise de Radio France und ist verantwortlich für den Chorunterricht für Jugendliche in Paris und Bondy. Im Juli 2015 wurde sie die erste Musikdirektorin des Chœur de Radio France. Ihre Amtszeit beim Choeur de Radio France dauerte bis zur Saison 2017/2018.
Im Januar 2017 dirigierte Jeannin erstmals als Gastdirigentin die BBC Singers in einem Konzert in der St Paul's Church, Knightsbridge. Im Mai 2017 gab die BBC ihre Ernennung zur nächsten Chefdirigentin der BBC Singers mit Wirkung zum Juli 2018 bekannt. Sie ist die erste Frau, die auf diesen Posten berufen wurde. Jeannin gab ihr Debüt bei den Proms im August 2017 mit den BBC Singers und der City of London Sinfonia. Im April 2022 gab die BBC die Verlängerung von Jeannins Vertrag als Chefdirigentin der BBC Singers bis 2026 bekannt.
Im März 2024 gab das Vokalensemble Ars Nova Kopenhagen die Ernennung von Jeannin zur ersten Chefdirigentin bekannt.
In der Spielzeit 2022/2023 gab Jeannin ihr Debüt mit dem RIAS Kammerchor. Sie wird im Juni 2025 Chorwerken der klassischen französischen Moderne mit dem RIAS-Kammerchor in Berlin aufführen.

## Preise und Auszeichnungen
- 2005: Silbermedaille der Worshipful Company of Musicians, London[14]
- 2009: Ritter des Ordre des  Arts et des Lettres[15]
- 2018: Offizier des Ordre des Palmes Académiques[16]
- 2021: Ritter des Ordre national du Mérite[17]
- 2023: Grand Prix Antoine Livio[18]